# Skådalen Station
Skådalen Station (Skådalen stasjon) er en metrostation på Holmenkollbanen på T-banen i Oslo. Stationen ligger 206,9 meter over havet. Den ligger i nærheden af Oslo Montessoriskole og Oslo kompetansecenter og har derfor mange passagerer i myldretiden.

59°57′42″N 10°41′27″Ø / 59.9617°N 10.6908°Ø